# Трёхложинский
Трёхложинский (местное население называет хутор Трёхложанка или Ложанка) — хутор в Алексеевском районе Волгоградской области России. Административный центр Трёхложинского сельского поселения
День хутора проходит 12 июня.
Население — около 0,34 тыс. человек.
Хутор расположен в 25 км юго-западнее станицы Алексеевской.
Дорога с асфальтовым покрытием. Хутор газифицирован. Есть средняя образовательная школа, магазин, маслобойня.

## История
По состоянию на 1918 год хутор входил в Зотовский юрт Хопёрского округа Области Войска Донского.

## География
Богата и разнообразна. Располагается в чернозёмно-степной зоне и подзоне южных и обыкновенных чернозёмов. На территории располагаются крупные залежи мела, извести, глины, строительного песка и бутового камня. Многие представители животного и растительного мира, обитающие на территории хутора, занесены в Красную книгу. Также много водоёмов, озёр, где обитает разнообразие рыб, а также раки. Поэтому очень хорошо развиты охота, рыболовство и сельское хозяйство.